# Pyraminx
 (septembre 2015).
Si vous disposez d'ouvrages ou d'articles de référence ou si vous connaissez des sites web de qualité traitant du thème abordé ici, merci de compléter l'article en donnant les références utiles à sa vérifiabilité et en les liant à la section « Notes et références ».
Le Pyraminx est un casse-tête mécanique articulé, équivalent tétraédrique du Rubik's Cube. Il a été inventé par Uwe Mèffert en 1970.

## Description

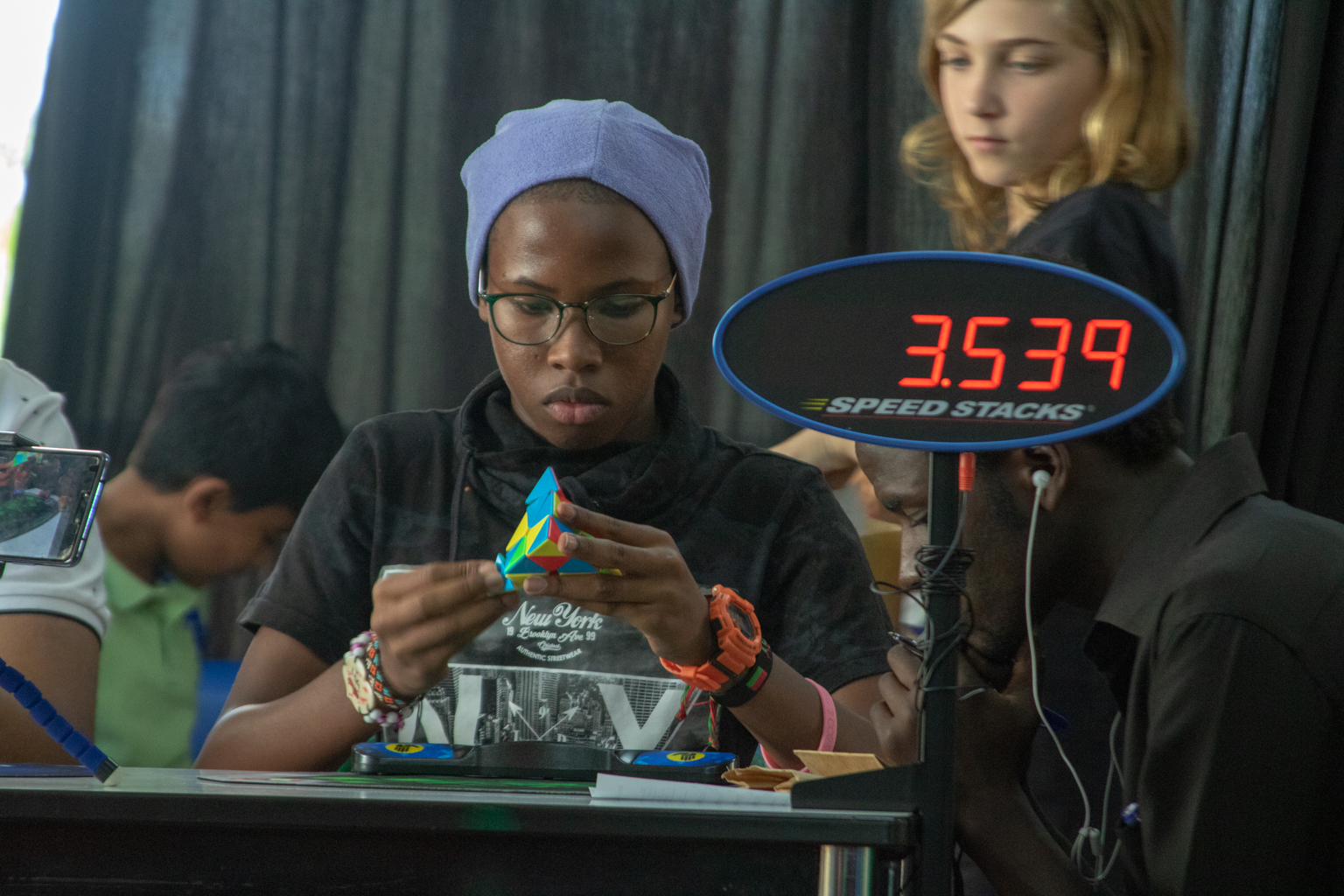
Jay Kuria, une championne kényane (2019).

Le Pyraminx est composé de quatre pièces centrales, six pièces d'arête, et quatre sommets triviaux. Il peut être tourné pour faire permuter les pièces. Les pièces centrales ont une forme octaédrique, bien que ce ne soit pas évident immédiatement, et peuvent être uniquement tournées autour de l'axe sur lequel elles sont attachées. Les six pièces d'arête peuvent être permutées librement. Les sommets triviaux sont appelés ainsi parce qu'ils peuvent être tournés indépendamment des autres pièces, rendant leur position évidente dans la résolution.
Le but du Pyraminx est de faire correspondre les couleurs, pour revenir à la configuration d'origine. Le record du monde actuel pour une seule résolution du Pyraminx est de 0,91 seconde, réalisé par Dominik Górny au Byczy Cube Race 2018, le 24 juin 2018.
Les quatre sommets triviaux peuvent tourner selon l'axe sur lequel ils sont attachés. Les pièces centrales et les sommets triviaux peuvent être placées facilement pour correspondre entre elles. Il reste donc uniquement les six pièces d'arête constituant la difficulté du puzzle. Elles peuvent être placées en répétant deux séquences de quatre rotations, qui sont une version miroir l'une de l'autre. Ces séquences permutent trois arêtes en même temps, et changent leur orientation différemment, donc une combinaison de ces deux séquences est suffisante pour résoudre le puzzle. Toutefois, des solutions plus efficace (nécessitant moins de mouvements) sont généralement utilisées (voir ci-dessous).

## Histoire
Le Pyraminx, le Mégaminx et deux des cubes de la famille des Skewbs sont nés en 1970 de l'esprit de l’Allemand Uwe Mèffert. Pensant que personne ne serait intéressé, il les garda pour lui-même. Cependant à la fin des années 1970, en voyant l'essor du Rubik's Cube, il décida de les ressortir en 1981 en les présentant à un fabricant de puzzles japonais.

## Combinatoire du problème[2]
Le nombre de combinaisons du Pyraminx se calcule comme suit :
1. Il y a trois orientations possibles pour chacun des 4 sommets triviaux, cela donne 34 possibilités
2. Il y a trois orientations possibles pour chacune des 4 pièces centrales, cela donne 34 possibilités
3. Il y a deux orientations possibles pour chacune des 6 arêtes. Étant donné qu’on ne peut pas changer l’orientation d’une arête seule, l’orientation de toutes les arêtes fixe l’orientation de la dernière. Cela donne 25 possibilités d’orientation des arêtes.
4. Les arêtes peuvent s'échanger entre elles, ce qui donne 6! possibilités de positionnements pour les arêtes
5. Le placement des deux dernières arêtes est déterminé par celui des quatre autres et il faut donc diviser le résultat par deux.

Ce qui donne {\displaystyle {\frac {6!\times 3^{4}\times 3^{4}\times 2^{5}}{2}}=75\ 582\ 720} possibilités
Sans considérer les sommets triviaux dans le calcul, on obtient {\displaystyle {\frac {6!\times 3^{4}\times 2^{5}}{2}}=933\ 120} possibilités et mettre les pièces centrales de même réduit ce nombre à seulement {\displaystyle {\frac {6!\times 2^{5}}{2}}=11\ 520} possibilités rendant ce puzzle assez simple à résoudre.

## Solution optimale[3]
Le nombre maximum de mouvements pour résoudre le Pyraminx est de 11. Il y a 933 120 positions différentes (sans compter la rotation des sommets), un nombre assez faible pour permettre à un ordinateur de chercher la solution optimale. Le tableau ci-dessous résume le résultat de cette recherche, avec p le nombre de positions nécessitant n rotations pour résoudre le Pyraminx :
| n  | p       |
| -- | ------- |
| 0  | 1       |
| 1  | 8       |
| 2  | 48      |
| 3  | 288     |
| 4  | 1 728   |
| 5  | 9 896   |
| 6  | 51 808  |
| 7  | 220 111 |
| 8  | 480 467 |
| 9  | 166 276 |
| 10 | 2 457   |
| 11 | 32      |

## Records du monde
Liste des records du monde de Pyraminx :
| Temps   | Compétiteur         | Nationalité | Lieu                           | Date              |
| ------- | ------------------- | ----------- | ------------------------------ | ----------------- |
| 0 s 73  | Simon Kellum        | États-Unis  | Middleton Meetup Thursday 2023 | 21 décembre 2023  |
| 0 s 75  | Elijah Brown        | États-Unis  | Berkeley Winter A 2023         | 21 janvier 2023   |
| 0 s 91  | Dominik Górny       | Pologne     | Byczy Cube Race 2018           | 24 juin 2018      |
| 1 s 10  | Yulun Wu            | Chine       | Lishui University Open 2018    | 2 juin 2018       |
| 1 s 19  | Dominik Górny       | Pologne     | LLS IV 2018                    | 21 avril 2018     |
| 1 s 20  | Tymon Kolasiński    | Pologne     | Speed Days Kraśnik 2018        | 14 janvier 2018   |
| 1 s 28  | Benjamin Kyle       | Canada      | Newmarket Open 2017            | 17 juin 2017      |
| 1 s 32  | Drew Brads          | États-Unis  | Lexington Fall 2015            | 24 octobre 2015   |
| 1 s 36  | Oscar Roth Andersen | Danemark    | Danish Special 2013            | 30 mars 2013      |
| 1 s 61  | Brúnó Bereczki      | Hongrie     | Slovenian Open 2012            | 14 avril 2012     |
| 1 s 93  | Yohei Oka           | Japon       | Japan Open 2011                | 30 juillet 2011   |
| 2 s 36  | Oscar Roth Andersen | Danemark    | Vejstrup Open 2011             | 2 avril 2011      |
| 2 s 40  | Oscar Roth Andersen | Danemark    | Fredericia Open 2011           | 29 janvier 2011   |
| 2 s 65  | Brúnó Bereczki      | Hongrie     | Euro 2010                      | 2 octobre 2010    |
| 2 s 83  | Tomasz Kiedrowicz   | Pologne     | Gdansk Open 2008               | 24 février 2008   |
| 6 s 55  | Gunnar Krig         | Suède       | Swedish Open 2005              | 11 septembre 2005 |
| 13 s 96 | Gunnar Krig         | Suède       | Svekub 2005                    | 27 mars 2005      |
| 14 s 09 | Andy Bellenir       | États-Unis  | World Championship 2003        | 24 août 2003      |

| Temps   | Compétiteur         | Nationalité      | Lieu                                              | Date              |
| ------- | ------------------- | ---------------- | ------------------------------------------------- | ----------------- |
| 1 s 15  | Sebastian Lee       | Australie        | Maitland Spring 2024                              | 23 novembre 2024  |
| 1 s 27  | Lingkun Jiang       | Chine            | Deqing Small Cubes Summer 2024                    | 25 août 2024      |
| 1 s 43  | Lingkun Jiang       | Chine            | Xuzhou Open 2024                                  | 30 mars 2024      |
| 1 s 43  | Lingkun Jiang       | Chine            | Hangzhou Spring 2024                              | 2 mars 2024       |
| 1 s 45  | Ezra Shere          | États-Unis       | Washtenaw Fast 'n Late Fall 2023                  | 23 septembre 2023 |
| 1 s 51  | Ezra Shere          | États-Unis       | Flag City Summer 2023                             | 23 juillet 2023   |
| 1 s 55  | Jasper Murray       | Nouvelle-Zélande | NZ South Island Championship 2023                 | 9 juillet 2023    |
| 1 s 55  | Ezra Shere          | États-Unis       | Michigan Speedcubing Spring 2023                  | 30 avril 2023     |
| 1 s 64  | Michael Nielsen     | États-Unis       | Richmond Spring 2023                              | 8 avril 2023      |
| 1 s 66  | Jasper Murray       | Nouvelle-Zélande | Twisty Taranaki 2022                              | 23 avril 2022     |
| 1 s 79  | Simon Kellum        | États-Unis       | Gem City 2022                                     | 9 janvier 2022    |
| 1 s 83  | Tymon Kolasiński    | Pologne          | Lubelska Liga Speedcubingu II Biała Podlaska 2021 | 10 juillet 2021   |
| 1 s 86  | Tymon Kolasiński    | Pologne          | Grudziądz Open 2019                               | 6 avril 2019      |
| 1 s 87  | Tymon Kolasiński    | Pologne          | Cube Factory Częstochowa 2018                     | 16 septembre 2018 |
| 2 s 02  | Tymon Kolasiński    | Pologne          | GLS Final 2017                                    | 9 décembre 2017   |
| 2 s 04  | Drew Brads          | États-Unis       | World Championship 2017                           | 16 juillet 2017   |
| 2 s 14  | Drew Brads          | États-Unis       | US Nationals 2016                                 | 30 juillet 2016   |
| 2 s 41  | Rafał Waryszak      | Pologne          | Czech Open 2016                                   | 20 juillet 2016   |
| 2 s 48  | Drew Brads          | États-Unis       | Indiana 2016                                      | 26 juin 2016      |
| 2 s 52  | Drew Brads          | États-Unis       | Lexington Fall 2015                               | 24 octobre 2015   |
| 2 s 56  | Drew Brads          | États-Unis       | Virginia Open Fall 2014                           | 18 octobre 2014   |
| 2 s 96  | Drew Brads          | États-Unis       | Indiana 2014                                      | 23 août 2014      |
| 2 s 96  | Oscar Roth Andersen | Danemark         | Danish Special 2013                               | 30 mars 2013      |
| 3 s 25  | Oscar Roth Andersen | Danemark         | Czech Open 2012                                   | 14 juillet 2012   |
| 3 s 39  | Yohei Oka           | Japon            | Kyotanabe Open 2011                               | 19 novembre 2011  |
| 3 s 43  | Oscar Roth Andersen | Danemark         | Danish Open 2011                                  | 23 avril 2011     |
| 3 s 60  | Yohei Oka           | Japon            | Matsudo Spring 2011                               | 10 avril 2011     |
| 3 s 65  | Yohei Oka           | Japon            | Osaka 2011                                        | 26 mars 2011      |
| 3 s 71  | Yohei Oka           | Japon            | Cube Camp in Kanazawa 2010                        | 21 août 2010      |
| 3 s 92  | Oscar Roth Andersen | Danemark         | Skårup Spring 2010                                | 25 avril 2010     |
| 3 s 94  | Yohei Oka           | Japon            | Japan Open 2010                                   | 27 mars 2010      |
| 4 s 07  | Yohei Oka           | Japon            | Toyama Open 2009                                  | 19 septembre 2009 |
| 4 s 15  | Yohei Oka           | Japon            | Kanazawa Open 2008                                | 20 décembre 2008  |
| 4 s 39  | Yohei Oka           | Japon            | Tokyo Open 2008                                   | 2 août 2008       |
| 5 s 04  | Tomasz Kiedrowicz   | Pologne          | Pabianice Open 2008                               | 10 mai 2008       |
| 5 s 34  | Grzegorz Łuczyna    | Pologne          | Pabianice Open 2008                               | 10 mai 2008       |
| 5 s 98  | Grzegorz Łuczyna    | Pologne          | Polish Open 2007                                  | 15 septembre 2007 |
| 6 s 19  | Grzegorz Łuczyna    | Pologne          | Czech Open 2007                                   | 15 juillet 2007   |
| 6 s 23  | Grzegorz Łuczyna    | Pologne          | Wroclaw Open 2007                                 | 8 juillet 2007    |
| 8 s 46  | Grzegorz Łuczyna    | Pologne          | Polish Open 2006                                  | 17 septembre 2006 |
| 11 s 22 | Piotr Kózka         | Pologne          | Polish Open 2005                                  | 18 septembre 2005 |
| 14 s 81 | Gunnar Krig         | Suède            | Swedish Open 2005                                 | 11 septembre 2005 |
| 16 s 55 | Gunnar Krig         | Suède            | Svekub 2005                                       | 27 mars 2005      |